# Chimaerocestos prudhoei
Chimaerocestos prudhoei is een lintworm (Platyhelminthes; Cestoda). De worm is tweeslachtig. De soort leeft als parasiet in andere dieren.
Het geslacht Chimaerocestos, waarin de lintworm wordt geplaatst, wordt tot de familie Chimaerocestidae gerekend. De wetenschappelijke naam van de soort werd voor het eerst geldig gepubliceerd in 1984 door Williams & Bray.